# Shabiha
Shabīḥa è la trascrizione del termine in arabo الشبيحة‎? ("spettri", "fantasmi") che in inglese compare sia come "shabeeha" sia come "shabiya". In Siria il termine indicava in origine una generica forma di teppismo (corrispondente all'inglese "thugs".). Nel corso del 2011, attraverso i media internazionali, il termine ha acquisito diffusione mondiale nel racconto delle vicende legate alla rivoluzione siriana. Shabīḥa sono stati infatti chiamati coloro che, armati ma spesso vestiti in abiti civili (un po' come i basiji iraniani), hanno attaccato i dimostranti nelle manifestazioni contro il governo del presidente (in carica ininterrottamente dal 2000) Baššār al-Asad. Sia gli attivisti siriani che alcune organizzazioni per i diritti umani sostengono che gli shabiha siano uno strumento del regime per soffocare nel sangue il dissenso.
Sono stati descritti come una "milizia civile" a base settaria (ossia composta da paramilitari alawiti) che agisce a sostegno di Baššār al-Asad senza alcun titolo di ufficialità. Si ritiene tuttavia che alcuni shabīḥa, attivi ad Aleppo, siano sunniti (il che avvalorerebbe anche la tesi che coloro che operano come shabīḥa lo facciano per soldi, come mercenari). Secondo l'Organizzazione Araba per i Diritti Umani, tra le schiere degli shabīḥa ci sarebbero non solo piccole bande di criminali locali ma anche "membri delle forze di sicurezza in abiti civili, spie, o anche semplicemente giovani disoccupati". Il ruolo ricoperto è simile a quello avuto da altri gruppi in altri Paesi Arabi ai quali, durante la primavera araba del 2011, i Governi nazionali hanno "esternalizzato" il compito di reprimere con le armi le proteste di piazza. Ci sono stati i "Balatiyya" (teppisti) in Yemen, i "Baltagiyya" (teppisti) in Egitto e i "basiji" in Iran.

## Storia
Secondo l'Organizzazione Araba per i Diritti Umani, gli shabīḥa si trovavano principalmente concentrati vicino alle coste attorno a Latakia, Baniyas e Tartus, dove si occupavano di contrabbando attraverso i porti presenti. In questa zona erano noti per il contrabbando di capitali di dubbia provenienza e di droga dal Libano. Nel Daily Telegraph si legge che gli shabīḥa avevano acquisito notorietà "per le modalità brutali con cui avevano gestito il racket nella zona di Latakia negli anni '90" ma che erano stati combattuti e dispersi dopo l'ascesa al potere di al-Asad, nel 2000. A seguito delle proteste di piazza a marzo 2011, il gruppo ha cominciato ad incontrare invece l'approvazione del regime.

### 2011: guerra civile siriana
L'opposizione siriana e diversi testimoni oculari hanno accusato più volte la milizia di aver attaccato e ucciso i manifestanti nelle proteste che hanno avuto inizio a marzo 2011. In quel primo mese, gli shabīḥa sono accusati di aver sparato coi mitra da auto in corsa sui manifestanti a Latakia, e successivamente, di aver sparato dai tetti [di condomini] come cecchini uccidendo fino a 21 persone. A Homs, invece, tra il 18 e il 19 aprile, le forze di sicurezza e gli shabīḥa hanno causato 21 morti.
In maggio, l'autorevole Foreign Affairs ha scritto che degli shabīḥa si sono uniti alla Quarta Divisione dell'esercito regolare siriano, attaccando la popolazione civile a Baniyas, Jableh, e Latakia.
In giugno, testimoni oculari e rifugiati, provenienti dal nord est del Paese, hanno raccontato che gli shabīḥa sono riapparsi durante la primavera siriana per venire utilizzati dal Governo ufficiale "per fare terra bruciata incendiando i raccolti, saccheggiando le case e sparando praticamente a caso a chiunque". Il Washington Post ha riportato il caso di uno stupro di gruppo su quattro sorelle, ad opera di alcuni shabīḥa.

#### Responsabilità nel massacro di al-Ḥūla (Houla)
Il 25 maggio 2012, 108 persone, di cui 49 bambini, sono stati uccisi in due villaggi, controllati dai ribelli, nella regione di al-Ḥūla in arabo الحولة‎?, un insieme di insediamenti a maggioranza sunnita, a nord di Homs. Solo una parte delle uccisioni è risultata da fuoco di artiglieria e carri armati mentre personale ONU ha confermato che la maggioranza delle vittime è stata assassinata, in particolare in due ondate successive, anche con colpi sparati da distanza ravvicinata. e che gli shabīḥa sono stati i più probabili esecutori. Alcuni residenti hanno raccontato che un centinaio di shabīḥa, in questo caso sciiti alawiti, era accorso dai villaggi a sud e ovest di al-Ḥūla (in particolare Kabu e Felleh) al termine di diverse ore di bombardamenti [su al-Ḥūla]. Altri testimoni oculari sopravvissuti hanno detto che i killer "avevano scritti in fronte slogan inneggianti al gruppo sciita". L'indagine ONU sul terreno riporta come "intere famiglie siano state sterminate con armi da fuoco all'interno delle loro case" mentre sono emersi video agghiaccianti, girati dai superstiti, in particolare uno, con bambini con i crani aperti da armi da taglio. In alcuni casi alle vittime è stata tagliata la gola, modalità che spiegherebbe la gran quantità si sangue sparso negli ambienti visitati dagli osservatori. In tutto, gli osservatori ONU hanno potuto confermare, vedendone i corpi, la morte di 92 persone.
I 15 Stati membri del Consiglio di Sicurezza dell'ONU hanno espresso condanna unanime alla strage. Per la prima volta dall'inizio della rivoluzione Russia e Cina, da sempre alleate del regime dittatoriale di al-Asad, hanno espresso un voto allineato a quello degli altri Paesi. 
Successivamente, undici Paesi (Paesi Bassi, Francia, Australia, Spagna, Bulgaria, Canada, Giappone, Turchia, Italia e Germania), oltre a Stati Uniti e Gran Bretagna, hanno espulso i diplomatici e gli ambasciatori del Governo siriano.

#### Responsabilità nel massacro di al-Qubayr
Un altro massacro ha avuto luogo nel piccolo villaggio di al-Qubayr il 6 giugno 2012, a sole due settimane dai crimini di al-Ḥūla. Il villaggio (che contava, prima della strage, circa 150 abitanti) è collocato all'interno della zona di Maarzaf, insediamento di dimensioni relativamente più grandi.

Secondo gli attivisti, 78 persone sono state uccise. Il giorno dopo, gli osservatori ONU della missione presente in Siria, nel tentativo di accedere alla zona e di trovare riscontri di quanto avvenuto, sono stati attaccati con armi da fuoco e costretti a fare marcia indietro. Le vittime sarebbero state pugnalate e uccise a sangue freddo con armi da fuoco. Nei giorni seguenti il giornalista della BBC Paul Danahar ha visitato il villaggio.

### Leadership
Si ritiene che nell'area costiera il gruppo sia guidato da Fawaz al-Asad e Munzer al-Asad, cugini di primo grado del presidente Baššār al-Asad. Un'altra fonte, Mahmud Merhi, capo della Organizzazione Araba per i Diritti umani, ha sostenuto che "per la maggior parte siriani gli shabīḥa operano senza alcuna organizzazione nota o leadership". Alcuni uomini d'affari sia sunniti sia alawiti, che stanno proteggendo i propri interessi nel Paese, sono stati accusati di finanziare le bande armate al fine anche di mostrare lealtà al regime.